# Noël-Claude Janny
Noël-Claude Janny est un homme politique français né le 25 décembre 1733 à Brienne-le-Château (Aube) et décédé le 19 mai 1807 au même lieu.
Avocat à Brienne, il est député du tiers état aux états généraux de 1789 pour le bailliage de Chaumont-en-Bassigny.

## Sources
- « Noël-Claude Janny », dans Adolphe Robert et Gaston Cougny, Dictionnaire des parlementaires français, Edgar Bourloton, 1889-1891 [détail de l’édition]